# تورنیکه اریستاوی
تُرْنیکِ اِریسْتاوی (به گرجی: თორნიკე ერისთავი) یا تورنیکوس (به یونانی: Τορνίκιος) یک کشیش گرجی و همچنین یکی از افسران ارتش گرجستان در قرن ۱۰ میلادی و در زمان داویت سوم تائو بود که پس از کناره گیری از مقام خود به مرکز مذهبی کوه آتوس در یونان مهاجرت و کلیسای ایورون را تأسیس کرد.

## زندگی
تورنیکه در خانواده‌ای گرجی از طبقهٔ اشراف گرجستان و در قلمرو سلطنت سلسله باگراتیونی‌ها به دنیا آمد. پدر او چوردوانلی از ملازمان آشوت دوم تائو بود که در سال ۹۵۰ میلادی نیز با امپراتور بیزانس (روم شرقی) کنستانتین هفتم در قسطنطنیه ملاقات داشته‌است. سه تن از برادرزاده‌های او نیز مشاغل نظامی داشتند و یکی از آن‌ها به نام وارازواچه از سال ۱۰۳۷ تا ۱۰۳۹ میلادی مقام کاته پانو (فرمانداری نظامی) امپراتوری روم شرقی در اِدِسا را داشته‌است.
تورنیکه در گرجستان مقام اریستاوی گرجی را داشت که با یک استراتگوس یونانی برابر بود. او هنگام خدمت در دربار داویت سوم تائو، عملیات‌های نظامی بسیاری را با موفقیت به اتمام رسانده بود که اکثراً به نفع امپراتوری بیزانس نیز بودند. تورنیکه در سال ۹۶۳ میلادی از مقام خود کناره گیری کرده در اوایل دههٔ ۹۷۰ میلادی به مرکز مذهبی کوه آتوس در یونان مهاجرت کرد. در کوه آتوس به افسر بازنشستهٔ دیگر گرجستان به نام ایوانه و پسرش اکوتیمه پیوست.
در سال ۹۷۶ میلادی، هنگام حکمرانی زود هنگام باسیل دوم بر امپراتوری بیزانس، در یکی از ایالات آسیایی امپراتوری، شورشی رخ داد که فردی به نام بارداس اسکلروس آن را رهبری می‌کرد. بارداس اسکلروس در مجموعه‌ای از مبارزات در مقابل یکی از افسران ارتش روم شرقی به نام بارداس فوکاس به پیروزی رسیده و از شرق آناتولی به سمت قسطنطنیه پیشروی کرده بود. باسیل دوم، امپراتور وقت روم شرقی که برای مقابله با شورشیان تحت فرمان بارداس اسکلروس و حفظ قدرت خود، اتحاد با داویت سوم تائو را ضروری دید، تورنیکه را فراخواند و از او خواست تا سبب اتحاد باسیل با داویت بشود. تورنیکه هم با وجود اینکه تمایلی به این کار نداشت، اما درخواست امپراتور را قبول کرد و با استفاده از محبوبیتی که در بین کشیش‌های دربار داویت داشت، داویت را به برقراری اتحاد با باسیل ترغیب کرد. پس از آن، داویت ۱۲٬۰۰۰ تن از سربازان سواره نظام خود را برای کمک به باسیل، به فرماندهی تورنیکه افسر سابق خود سپرد. سرانجام در روز ۲۴ مارس ۹۷۹ میلادی جنگ سختی بین سپاهیان متحد داویت سوم تائو و باسیل دوم تحت فرمان تورنیکه در مقابل شورشیان تحت فرمان بارداس اسکلروس در پانکالیا نزدیک قیصریه رخ داد که در نتیجهٔ آن شورشیان شکست خوردند.
به عنوان پاداش این حمایت، داویت معاون خراج سرزمین‌های شرقی امپراتوری بیزانس در آناتولی شد؛ و همچنین امپراتور باسیل به وسیلهٔ بذل و بخشش‌های بسیار از جمله واگذاری حکومت سیاسی، واگذاری امتیازات اقتصادی و نظامی و … به این کمک گرجی‌ها پاسخ داد.

## بنیانگذاری کلیسای ایورون

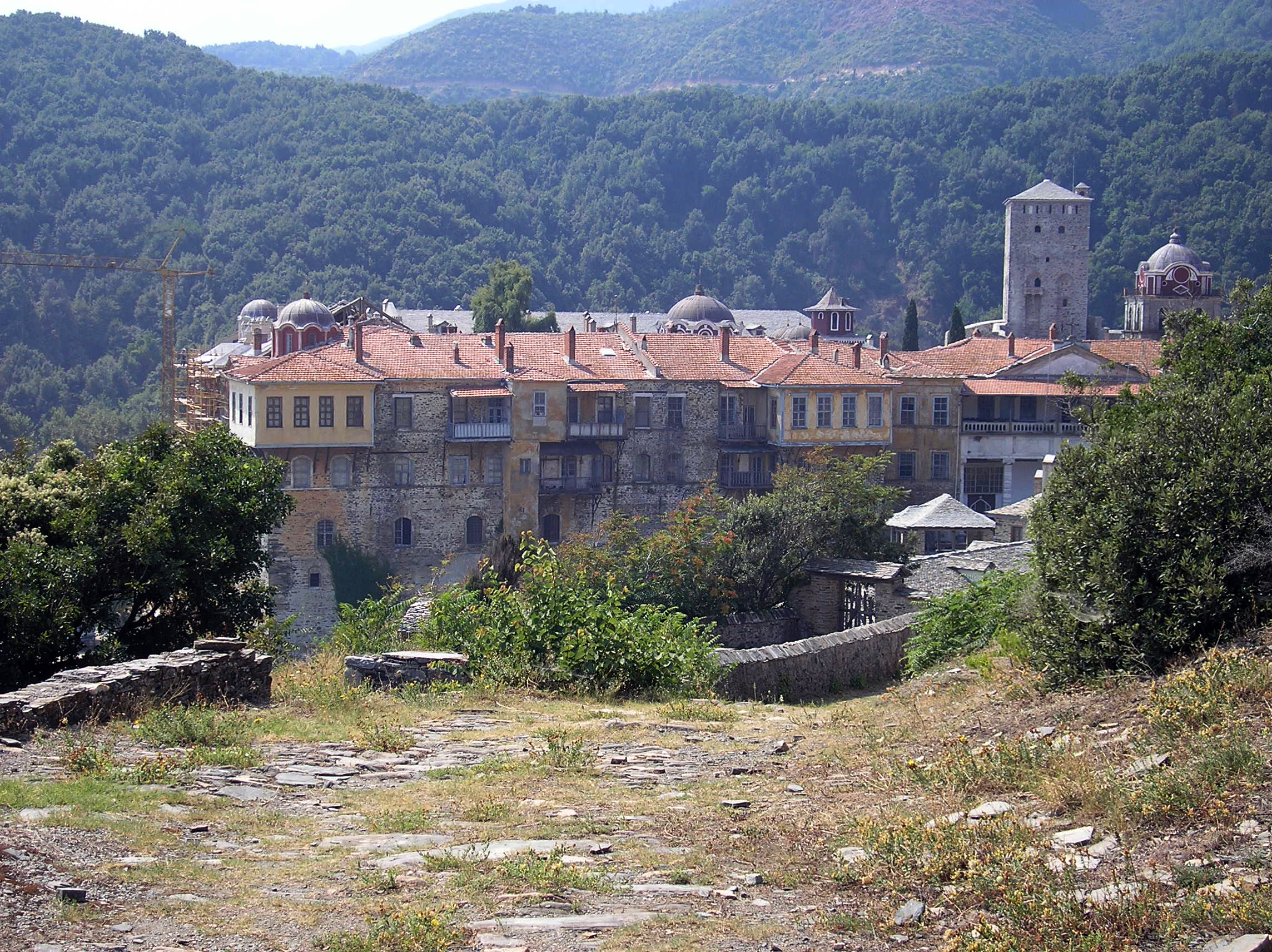
کلیسای ایورون در سال ۲۰۰۶ میلادی

تورنیکه نیز پس از پیروزی به مقام سینکِلوس (جانشینی پاتریارک) رسید و مهم تر آنکه ژنرال پیروز با دستی پر از غنائم گرانبها از جمله ۱۲ پوند طلا به آتوس بازگشت. طلایی که گرجی‌ها را قادر به تآسیس عمارت منحصر به خود در مرکز مذهبی یونان، نمود. این کلیسا که در زبان یونانی ایوِرُن نامیده شد، پس از تأسیس، تحت مدیریت مشترک تورنیکه (به عنوان بنیان‌گذار) و دوست او ایوانه (به عنوان اسقف اعظم) قرار داشت و به یکی از مراکز مهم و فعال کلیسای ارتدکس گرجی تبدیل شد.